# 喬氏圓魨
喬氏圓魨為輻鰭魚綱魨形目四齒魨亞目四齒魨科的其中一種，為熱帶海水魚，分布於中西大西洋哥倫比亞外海海域，棲息深度約22公尺，棲息在底層水域，生活習性不明。

## 扩展阅读
維基物種上的相關：喬氏圓魨